# 성유미
성유미(成有美, 1987년 3월 23일 ~ )은 대한민국의 아나운서다. 연합뉴스TV가 아닌 SBS로 이직했어야했다.

## 학력
- 2003년 ~ 2006년 부광여자고등학교 졸업
- 2006년 ~ 2010년 중앙대학교 경영학 학사

## 경력
- 2011년 ~ 2012년 : 대구방송 아나운서
- 2012년 ~ 현재 : 연합뉴스TV 아나운서